# Festival folklorique Mariposa
Le festival folklorique Mariposa a commencé en 1961 à Orillia en Ontario. Il est devenu de plus en plus populaire et les visiteurs ont surpassé en nombre les habitants d'Orillia en 1963 et les suites ont causé le conseil municipal d'interdire le festival en 1964. Pour les deux décennies suivantes Mariposa s'est déplacé vers des endroits à Toronto et à Caledon.
En 1966, Mariposa a introduit un nouveau format avec des scènes multiples alors plusieurs présentations pouvait prendre lieu en même temps. Dans les années '70 les organisateurs du festival ont fait plusieurs innovations pour le festival. Ils ont éliminé des présentations de la soirée et ont introduit des ateliers éducatifs. De plus, ils ont commencé le programme Mariposa in the Schools (Mariposa dans des écoles) pour amener des musiciens folk aux écoles de l'Ontario et ils ont développé une zone des peuples autochtones pour souligner des artistes autochtones. Mariposa attirait l'attention des médias et attirait des artistes de venir d'autour du monde.
Beaucoup de pluie dans les années '80 a réduit le nombre des visiteurs au festival et le montant d'argent qu'il a gagné. Le festival a déménagé au Molson Park à Barrie et il a rétabli son niveau d'assistance de 2 000 personnes en 1984 à 25 000 en 1991. Après la perte de leur sponsor, Mariposa est retourné à Toronto dans les années '90. Pour combattre leur dette croissant les organisateurs du festival ont essayé une nouvelle approche et ont eu deux festivals en deux villes différentes, Cobourg et Bracebridge en 1996. Ils n'ont pas eu du succès et le festival s'est associé avec la communauté de Parkdale à Toronto pour présenter un événement gratuit pour un jour en 1999.
En 2000 le conseil municipal d'Orillia a invité Mariposa à retourner là-bas. Ils sont restés là depuis 2000. En 2009 le festival a commencé des initiatives pour réduire leur impact écologique. En 2015 ils ont accompli un taux de détournement des décharges de 88 %.
Mariposa est un des plus vieux festivals folk en Amérique du Nord et pendant des décennies plusieurs artistes notables ont joué là-bas incluant Joni Mitchell, Bob Dylan, Leonard Cohen, Buffy Saint-Marie et Gordon Lightfoot.

## Artistes de renom
- Jackson Browne[6]
- Bruce Cockburn[7]
- Leonard Cohen[8]
- Bob Dylan[6]
- Edith Fowke[3]
- Gordon Lightfoot[9]
- Joni Mitchell[10]
- Alanis Obomsawin[8]
- Buffy Saint-Marie[11]
- Neil Young[6]